# Min søsters børn i Ægypten
Min søsters børn i Ægypten er en dansk film fra 2004. Manuskriptet er skrevet af Søren Frellesen, Lars Mering og Anne-Marie Olesen. Instruktionen af filmen stod Kasper Barfoed for.
Filmen er en opfølger til Min søsters børn fra 2001 og Min søsters børn i sneen fra 2002.

## Handling
Det er meningen at Onkel Erik skal tage børnene med på en ferie til Egypten, men han bliver syg. Det ser ud som om der ikke vil være nogen tur til Egypten, som børnene har set frem i lang tid. Men det besluttet, at deres far vil ledsage dem og alt går godt, indtil de er i lufthavnen. Far misser flyet, og børnene befinder sig alene i Cairo. Deres nabo fru Flinth er også i Cairo, for at besøge hendes søster, der er gift med den danske ambassadør i Egypten. Efter nogen overtalelse, indvilliger fru Flinth i at se efter børnene under deres ophold i Egypten, men hun kører en handler. Hun ønsker at tage dem med til kedelige museer og foredrag, mens de ønsker at svømme i svømmepølen og gå til kamelløb.

## Medvirkende
- Lotte Andersen som Irene Flinth
- Niels Olsen som Far
- Wencke Barfoed som Mor
- Stefan Pagels Andersen Jan
- Neel Rønholt som Amalie
- Mikkel Sundøe som Michael
- Benedikte Maria Mouritsen som Pusle
- Fritz Bjerre Donatzsky-Hansen somBlop
- Amira Shahin som Mavedanser 1
- Sawsan Adly som Mavedanser 2
- Edward Betro som Fiskhandler
- Therese Damsgaard som Stewardesse
- Kristian Leth som Mathias
- Christina Ibsen Meyer som Salgsassistent
- Arne Siemsen som Victor
- Peter Steen som Hans
- Casper Steffensen som Oliver
- Nicolaj Storm som Rengøringsmand